# Qualificazioni alla Coppa del Mondo di rugby 2023
Le qualificazioni alla Coppa del Mondo di rugby 2023 si tennero tra il 6 marzo 2021 e il 18 novembre 2022 tra 36 squadre nazionali che si contesero gli 8 posti in palio non automaticamente assegnati a tale competizione.
Le qualificazioni si tennero su base geografica e previdero qualificate dirette da Africa, Americhe, Europa e Oceania, una tramite spareggio Asia/Oceania e una dopo i ripescaggi.
Secondo regolamento in vigore dal 2007, il piazzamento delle squadre nei gironi della fase finale di un'edizione della Coppa determina anche la qualificazione per quella successiva; nella fattispecie le qualificate ai quarti di finale della Coppa del Mondo 2019 più le terze classificate di ogni girone erano infatti ammesse di diritto all'edizione 2023.
In ragione di ciò risultarono escluse dalle qualificazioni, in quanto già ammesse all'edizione 2023, le squadre nazionali di Sudafrica (campione uscente), Inghilterra (finalista), Nuova Zelanda e Galles (semifinaliste sconfitte), Australia, Francia, Giappone e Irlanda (quartifinaliste sconfitte), Argentina, Figi, Italia e Scozia (terze classificate nella fase a gironi).
Dai processi di qualificazione dovettero quindi emergere otto squadre, delle quali: una ciascuna da Africa e Oceania; due ciascuna dalle Americhe e dall'Europa; una dallo spareggio tra la miglior non qualificata dell'Oceania e la migliore asiatica (spareggio Asia/Pacifico), perché Asia Rugby non aveva slot diretti dopo la qualificazione automatica del Giappone; infine l'ultima da un torneo di ripescaggio tra le migliori non qualificate di Americhe, Africa, Europa e la perdente dello spareggio Asia/Pacifico.
Il percorso di qualificazione fu impattato da eventi di varia natura che portarono World Rugby a restringere il campo delle partecipanti (dalle circa 80-90 delle ultime edizioni alle 36 in gara per gli otto posti): la pandemia di COVID-19 ritardò di quasi un anno l'avvio delle qualificazioni che iniziarono il 6 marzo 2021 con la prima giornata del campionato europeo 2020-21, la cui sola prima divisione fu deciso che avrebbe concorso ai due posti diretti più quello di ripescaggio; l'anno successivo, l'aggressione russa dell'Ucraina portò Rugby Europe a squalificare la federazione russa da qualsiasi torneo con conseguente esclusione dalle qualificazioni; inoltre, sempre nell'ambito delle qualificazioni europee, la Spagna, che aveva guadagnato lo slot diretto per il mondiale, fu penalizzata di dieci punti per irregolarità nel tesseramento di uno straniero equiparato e sostituita dalla Romania.

## Criteri di qualificazione
- Africa (1 qualificata, 1 ai ripescaggi). Tre squadre disputarono nel 2021 un turno di ripescaggio a girone unico; la migliore di tali tre fu qualificata per la Coppa d'Africa 2022. La vincitrice di tale competizione (cui non prese parte il Sudafrica) accedette direttamente alla competizione; la finalista sconfitta fu invece destinata ai ripescaggi[4].
- Americhe (2 qualificate, 1 ai ripescaggi). Spareggio tra quattro squadre per determinare le due partecipanti al Sudamericano 2021 insieme all'Uruguay; la vincitrice di tale torneo spareggiò contro la vincitrice della zona nordamericana (una tra Stati Uniti e Canada) per il primo posto diretto al torneo; la seconda sudamericana spareggiò contro la perdente della zona nordamericana per il secondo slot al mondiale; la squadra sconfitta da tale ulteriore barrage fu invece destinata ai ripescaggi[5].
- Asia e Oceania (2 qualificate, 1 ai ripescaggi). Per quanto riguarda l'Oceania, solo Samoa e Tonga erano le non qualificate del continente al mondiale, e la squadra ammessa fu decisa tra uno spareggio tra di esse; circa l'Asia, col Giappone già ammesso al mondiale, non furono previsti slot diretti per le altre squadre del continente; la vincitrice del campionato asiatico 2021 (tenutosi nel 2022) disputò contro la perdente dello spareggio oceaniano il barrage Asia/Pacifico per un ulteriore posto diretto al mondiale, mentre la squadra sconfitta accedette ai ripescaggi[6].
- Europa (2 qualificate, 1 ai ripescaggi). Classifica combinata della prima divisione dei campionati europei 2020-21 e 2021-22. Le migliori due di tale graduatoria accedettero direttamente alla Coppa del Mondo, la terza ai ripescaggi[7].
- Ripescaggi (1 qualificata). 4 squadre, ovvero le migliori non qualificate di Europa, Africa e Americhe nonché la perdente dello spareggio Asia / Pacifico, si incontrano nel novembre 2022 a Dubai in un torneo a girone unico[8].

## Schema delle qualificazioni
| Fase                  | Africa                                       | Americhe                                                                                                 | Asia       | Europa | Oceania                            | Asia / Pacifico                                        | Ripescaggi |
| --------------------- | -------------------------------------------- | --- | ---------- | --- | ---------------------------------- | ------------------------------------------------------ | --- |
| Qualificate d'ufficio | - Sudafrica                                  | - Argentina                                                                                              | - Giappone | - Inghilterra - Francia - Irlanda - Italia - Scozia - Galles                                                                    | - Australia - Figi - Nuova Zelanda |                                                        | |
| Schema qualificazione | - Migliore Africa Cup 2022 escluso Sudafrica | - Vincitrice play-off nord/sudamericano - Vincitrice tra le due sconfitte del play-off nord/sudamericano |            | - 1ª classifica avulsa combinata campionati europei 2021 e 2022 - 2ª classifica avulsa combinata campionati europei 2021 e 2022 | - Vincitrice play-off oceaniano    | - Perdente play-off oceaniano / campione asiatico 2021 | - Perdente secondo play-off nord-sudamericano - Miglior non qualificata Africa - 3ª classifica avulsa combinata campionati europei 2021 e 2022 - Perdente play-off Asia / Pacifico |

## Africa

### Verdetto
- Namibia: qualificata alla Coppa del Mondo per la zona Africa
- Kenya: ai ripescaggi

## Americhe

### Verdetto
- Uruguay: qualificato alla Coppa del Mondo come prima squadra americana
- Cile: qualificato alla Coppa del Mondo come seconda squadra americana
- Stati Uniti: ai ripescaggi

## Asia / Pacifico

### Verdetto
- Samoa: qualificata alla Coppa del Mondo per la zona Oceania
- Tonga: qualificata alla Coppa del Mondo per la zona Asia / Pacifico
- Hong Kong: ai ripescaggi

## Europa

### Verdetto
- Georgia: qualificata alla Coppa del Mondo come prima squadra europea
- Romania: qualificata alla Coppa del Mondo come seconda squadra europea
- Portogallo: ai ripescaggi

## Torneo di ripescaggio
Il torneo di ripescaggio, chiamato Torneo finale di qualificazione, si tenne dal 6 al 18 novembre 2022 al Sevens di Dubai, capitale degli Emirati Arabi Uniti, secondo il calendario emanato a settembre da World Rugby.
Stati Uniti e Portogallo furono i protagonisti del torneo, con due vittorie ciascuna nelle prime due partite; nell'incontro dell'ultima giornata che le vide contrapposte e appaiate in classifica, il risultato fu di parità, 16-16, grazie a un calcio piazzato portoghese realizzato a tempo ormai scaduto.
Per effetto di tale risultato il Portogallo, grazie alla migliore differenza punti fatti/subiti, vinse il torneo e si qualificò; per la seconda volta nella storia della competizione, e la prima dal 1995, gli Stati Uniti mancarono la partecipazione alla Coppa del mondo.

### 1ª giornata
| Arbitro: | Tual Trainini |

| |    |                   |
| Fawsitt 22’, 33’, 48’ Fa’anana-Schultz 40’ Dyer 51’, 61’, 64’ Augspurger 59’ Sosene 69’ M. Wilson 76’ | mt | 55’ Juma 78’ Weru |
| Carty 33’, 40’, 48’, 51’ MacGinty 59’, 61’, 64’, 69’, 76’                                             | tr | 55’, 78’ Mukidza  |

| Arbitro: | Chris Busby |

|                                                              |    |                     |
| Madeira 16’ Storti 24’, 50’ Morais 29’ R. Marta 43’ Lima 55’ | mt | 7’ Post 60’ Neville |
| Marques 16’, 24’, 29’, 43’, 50’, 55’                         | tr | 7’, 60’ McNeish     |

### 2ª giornata
| Arbitro: | Nika Amashukeli |

| |    |  |
| Tadjer 1’, 7’, 45’ M.C. Pinto 16’ Lima 22’ V. Pinto 32’, 47’ Appleton 49’, 60’ Andrade 53’ tecnica 69’ Belo 72’ Campergue 77’ | mt |  |
| Marques 1’, 7’, 16’, 22’, 32’, 47’, 53’ Portela 60’ Guedes 77’                                                                | tr |  |

| Arbitro: | Matthew Carley |

|                                                                                           |    |             |
| Fa'anana-Schultz 12’ Pifeleti 20’ Augspurger 25’, 57’ Dolan 36’ Wilson 47’ Tonga'uiha 77’ | mt | 65’ Worley  |
| MacGinty 12’, 20’, 25’, 36’, 47’, 57’ Carty 77’                                           | tr | 65’ Cumming |

### 3ª giornata
| Arbitro: | Angus Gardner |

|                                     |      |                    |
| Van Der Smit 19’ Taylor 45’ Lam 68’ | mt   | 10’ Okoth 30’ Ojee |
| McNeish 19’, 45’                    | tr   | 30’ Ominde         |
| McNeish 44’                         | c.p. | 35’, 42’ Ominde    |

| Arbitro: | Paul Williams |

|                       |      |                         |
| Pifeleti 60’          | mt   | 8’ Storti               |
| MacGinty 60’          | tr   | 8’ Marques              |
| MacGinty 3’, 22’, 40’ | c.p. | 37’, 50’, 80+2’ Marques |

#### Classifica
| Pos | Squadra     | G | V | N | P | PF  | PS  | DP   | BMP | Pt |
| --- | ----------- | - | - | - | - | --- | --- | ---- | --- | -- |
| 1   | Portogallo  | 3 | 2 | 1 | 0 | 143 | 30  | +113 | 2   | 12 |
| 2   | Stati Uniti | 3 | 2 | 1 | 0 | 133 | 37  | +96  | 2   | 12 |
| 3   | Hong Kong   | 3 | 1 | 0 | 2 | 43  | 109 | −66  | 0   | 4  |
| 4   | Kenya       | 3 | 0 | 0 | 3 | 32  | 175 | −143 | 1   | 1  |

## Quadro generale delle qualificazioni
| Fase                  | Africa      | Americhe         | Asia       | Europa                                                       | Oceania                            | Asia / Pacifico | Ripescaggi   |
| --------------------- | ----------- | ---------------- | ---------- | ------------------------------------------------------------ | ---------------------------------- | --------------- | ------------ |
| Qualificate d'ufficio | - Sudafrica | - Argentina      | - Giappone | - Inghilterra - Francia - Irlanda - Italia - Scozia - Galles | - Australia - Figi - Nuova Zelanda |                 |              |
| Dalle qualificazioni  | - Namibia   | - Uruguay - Cile |            | - Georgia - Romania                                          | - Samoa                            | - Tonga         | - Portogallo |